# Tereza Czesany Dvořáková
Tereza Czesany Dvořáková (* 4. srpna 1977, Ústí nad Labem) je česká filmová historička, pedagožka, autorka knih a expertka na filmovou výchovu. Působí jako konzultantka a vedoucí Katedry produkce na FAMU.

## Život
Narodila se v Ústí nad Labem. Vystudovala filmovou vědu na Katedře filmových studií na Filozofické fakultě Univerzity Karlovy v Praze (1995–2002), kde také v roce 2011 obhájila doktorát.

## Profesní působení

### Akademické působení
V průběhu studia několikrát absolvovala studijní a výzkumný pobyt v Německu. Působila jako pedagožka dějin české kinematografie na Filozofické fakultě Univerzity Karlovy v Praze. Od roku 2022 je vedoucí Katedry produkce na Filmové fakultě Akademie múzických umění v Praze. Na této škole garantuje mimo oborových předmětů také organizaci festivalu FAMUfest.

### Ostatní odborné pozice
V letech 1999–2003 působila jako jednatelka a fundraiserka filmového časopisu Cinepur. Je také součástí redakčního okruhu časopisu Iluminace. Poté byla od roku 2009 místopředsedkyní, od roku 2012 členkou rady Státního fondu kinematografie, kde měla mimo jiné na starosti přípravu dlouhodobé koncepce fondu. V roce 2012 nastoupila do Národního filmového archivu jako ředitelka sekce neaudiovizuálních sbírek, výzkumu a informací. S historičkou Marií Barešovou připravila a vydala publikaci Generace normalizace, věnovanou autorům, jako jsou Zdeněk Tyc, Radim Špaček a další.

### Filmová výchova
V roce 2017 byla zvolena předsedkyní Asociace pro filmovou a audiovizuální výchovu, funkci vykonávala do roku 2019. V roce 2020 se podílela na kurzech filmové výchovy pro vyzyvatele. V roce 2020 získala Cenu Borise Jachnina za celoživotní přínos pro obor filmové/audiovizuální výchovy. Průběžně se věnuje lektorství a mentoringu v tomto oboru.

## Publikace
- 2005: 40 let českých filmových klubů
- 2017: Jak vznikl film (autorka, společně s Ondřejem Beránkem a Nikkarinem)
- 2017: Generace normalizace (spoluautorka, společně s Marií Barešovou)
- 2019: Jak se dělá film (autorka, společně s Ondřejem Beránkem a Nikkarinem)
- 2020: Co byla a co je televize (autorka, společně s Ondřejem Beránkem a Nikkarinem)
- 2021: Film a dějiny 8
- 2023: Filmouka (konzultantka)
- 2023: The Barrandov Studios (anglicky)